# ハッピーシュガーライフ
『ハッピーシュガーライフ』（Happy Sugar Life）は、鍵空とみやきによる日本の漫画作品。『月刊ガンガンJOKER』（スクウェア・エニックス）にて、2015年6月号から2019年7月号まで連載。また『ヤングガンガン』2016年第23号 - 第24号に、特別編が出張掲載された。
女子高生・松坂さとうと少女・神戸しおの「生活」と「家族の絆」、そしてその周囲を取り巻く環境を描いた作品だが、いわゆる「ヤンデレ少女」を主役にした作品でもある。キャッチフレーズは「戦慄の純愛サイコホラー」。
『月刊ガンガンJOKER』の2014年9月号には、この作品の原型となる読み切り『ホワイトシュガーガーデン、ブラックソルトケージ。』が掲載され、単行本2巻に収録されている。
2016年には本作コミックス4巻と、仲谷鳰の『やがて君になる』（KADOKAWA）3巻の発売を記念して合同フェアが開催された。
2018年時点ではプロット段階であった9巻・10巻の内容も含めて先行アニメ化された（後述）。
完結後、人気投票の各部門で上位になったキャラクターによるショート読み切りを2019年10月号から2020年2月号まで掲載。描き下ろしを加えた11巻として2022年6月22日に発売された。

## あらすじ
女子高生・松坂さとうは「愛」という感情を理解できず、男遊びを繰り返す虚しい生活を送っていたが、幼い少女・神戸しおと出会ったことで本当の「愛」を知る。その「愛」に貪るさとうはしおに外に出ないよう言いつけ、二人きりの生活のためアルバイトに励む。一方街には行方不明のしおを探すビラが貼られていた。
さとうにつきまとう教師・北埋川大地、ビラを見てしおに執着するようになった三星太陽、懸命にしおを探す実兄・神戸あさひやさとうを心配している友人・飛騨しょうこなどの周りの人に応対しつつ、「愛を偽らなければ何をしてもいい」と考えるさとうは、しおとの「ハッピーシュガーライフ」を守るためにあらゆる手段を講じていく。その後秘密を知ったしょうこを殺害したあと、しおを連れて海外逃亡を図るさとうだが、火事のためマンション屋上からしおと共に飛び降りる、だが死の淵で本当の愛に気づいたさとうはしおを守って死んでしまう。その後、大地は死体遺棄の罪で逮捕され、太陽は心を壊す。一方、あさひは入院したしおと再会を果たすが、しおは拒絶。数年後、さとうと同じ年齢になったしおは再びマンションを訪れ、さとうの思い出に浸る。

## 登場人物
さとうとしおの初期構想は「肉食系女子」で、一部のキャラクターの名字はブランド牛が由来となっている。

### 主要人物
松坂 さとう（まつざか さとう）
声 - 花澤香菜
誕生日：12月31日、血液型：B型、身長：161センチメートル
本作の主人公。牧巣原高校に通う1年生。マンションの「1208号室」でしおと二人暮らしをしている。両親は幼いころに他界しており、以前は叔母と二人暮らしをしていた。自身に異常な愛を注ぐ叔母を内心嫌悪しており、時折叔母との出来事や発言を思い出しては、息苦しく感じる様子を垣間見せている。
かつては愛によって満たされるという感情が理解できずに、男遊びを繰り返していた。神戸しおに出会ったことで、愛という感情を知り、彼女を一途に想っている。また、愛を偽らなければ何をしても許されると考えており、しおとの生活を守るためなら殺人も躊躇わない。しおといるときの幸せな気持ちを「甘い」と、逆に自身に害を与える者の言葉や行動に対しての不快な感情を「苦い」「苦くて吐きそう」と表現している。しおとの生活を維持するため、普段はバイトに精を出しており、自炊をするなどして節約している。また、男遊びや叔母との生活で経た経験から人の感情を読むことに長けている。
美人で人当たりも良いため、周囲の人間からの評判は良いが、さとう本人にとってはしお以外の人間はその他大勢の存在でしかなく、自身の邪魔をする者は誰一人にも容赦しない。自身の行動や言葉でしおとの幸せな生活を失うことを何よりも恐れており、彼女が苦しそうにしているのを見て激しく動揺したり、拒絶されたときには精神崩壊寸前まで追い込まれたこともある。しかし、ある一件でしょうこも殺めたため、「いずれは全てがバレて離れ離れになる」という理由から、しおと共に海外逃亡を図ろうするもあさひに阻まれ、運悪く叔母が証拠隠滅で「1208号室」を放火したため逃げ場を失い、しおと共に死を決意。炎上するマンションの屋上から飛び降り自殺を図るも、死の直前で「本当の愛」を知り、それ故に「しおだけは生きてほしい」と最終的にはしおを守って死亡。死後、彼女自身に関わった人物の以後の人生に影響を与え、彼女が身につけていた赤いリボンと指輪はしおの手に渡った。
神戸 しお（こうべ しお）
声 - 久野美咲
誕生日：1月1日、血液型：A型、身長：122センチメートル
本作の準主人公。さとうと一緒に暮らす8歳の幼い少女。さとうのことを「さとちゃん」と呼び、慕っている。後述の事情から町中には彼女を探しているという内容のチラシが貼られている。
DVの実父と実母・ゆうなの娘として生まれ、ゆうなからはあさひとは違って手のかかる娘として認識されていた。実兄・あさひと離れて、実母と一緒に暮らしていたが、8歳になったころ、娘と一緒にいることに耐えかねた実母に外へ置き去りにされてしまう。その直後、帰宅していたさとうと出会い、彼女に連れて行かれたときから家族に関わる一切の記憶を失った。
当初は無知で純粋な部分を持ち、さとうにも「外は危険なものが沢山あるから」と家の外には出してもらえずにいた。さとうと出会う以前の本当の家族のことはよく覚えていなかったが、精神的に不安定な状況になった際に女性（実母・ゆうな）の幻覚を見ることがあり、徐々に実母の記憶を思い出していく。
実母の記憶を完全に取り戻したころには「実母よりもさとうと一緒に暮らしたい」と強く思い、またさとうの外の事情を察し、彼女のために自分ができることをしようと行動を起こし始める。その際、自身の気持ちを理解しようとしないさとうを敢えて拒絶し、改めてお互いの愛を確かめ合ったのもつかの間、逃げ場を失ってしまい、さとうと共に飛び降り自殺を図る。さとうに守られ生還したが、さとうを永遠に想い続け、彼女の赤いリボンと指輪を大事そうに手にしており、その狂気を受け継いだことが示唆されている。
原作最終巻のエピローグでは、成長したしおと思われる人物がマンションの一室に訪れる場面が描かれている。
神戸 あさひ（こうべ あさひ）
声 - 花守ゆみり
誕生日：6月30日、血液型：AB型、身長：161センチメートル
しおの捜索チラシを町に貼っているフードを被った傷だらけの少年。16歳。実はしおとは本当の家族であり、彼女の実兄にあたる。
DVの実父と実母・ゆうなの息子として生まれ、幼いころから何かと生活面で苦労するゆうなを気にかけるなど、手のかからない子供として認識されていた。その後、両親のお互いの親（祖父母）が死亡し、実父が家庭内暴力を行うようになってから、実母と生まれてきたしおを守るために自宅に一人残り、3人での幸せな暮らしができることを夢見て、自身を玩具および虫けらのように扱う実父の虐待に耐え続けていた。その5年後に実父は死亡、実母としおを迎えに行こうとしたが、実母がしおを外に置き去りにしたことから、それを果たすことができなくなってしまった。その後、実母と離れて行方不明になったしおを探し続けている。しおが気付いていない実母の本当の想いを知っている模様。
基本的には自身の家族を大切にする優しい性格だが、時折実父のような冷酷で暴力的な一面を覗かせる。実父から日常的な虐待を受け、しおの捜索に警察にも相手にされなかったことから、大人を醜く穢れたものとして憎悪を抱き、一切の信用をしていない。他人との馴れ合いはあまり好まず、またしょうこに怒鳴られたことに怯えて逃げ出そうとするなど、精神的に弱い一面も見られている。自分とは違い、穢れのないしおのことを「月」と称し、自分たち家族の希望だと語っている。一方で、「家族三人揃っての幸福以外は考えられない」ともしょうこに語っている。
しょうことは行き倒れたところを助けてもらったことから、恩を感じ彼女に対しては心を開くようになり、さとうの件で絶望していた彼女を叱咤し、連絡先も交換するようになる。太陽のことは連絡手段のことで、「穢れた大人の匂いがする」と不信を抱く。後にしょうこから送られてきた写真でしおがさとうと一緒にいることを知ってからは金属バットを持つようになり、さらにはさとうの家の住所を得るために太陽を脅迫して利用しようとするなど、しおを取り戻すために手段を選ばない行動を取るようになる。しかし、実父に虐待された過去のトラウマは払拭できていないため、太陽に暴力を振るった後に嘔吐するなど、精神面で脆い一面が見え隠れしている。一連の事件後にしおとの再会を果たし、しおに実母の本当の想いを打ち明け一緒に帰るよう説得したが拒絶された上に自殺されてしまう。その後生還したしおを再び説得するが一蹴され、その際にしおにさとうの姿が重なって見えたことに戦慄した。

### 主要人物の血縁者
神戸 ゆうな（こうべ ゆうな）
声 - 後藤邑子
しおとあさひの実母。33歳。しおとあさひが口にする「誓いの言葉」は彼女が自身の子供達に誓った言葉である。
昔は大人しくて受身がちな少女で、「いつか誰かが自分を選んでくれる」ことを夢見る女子学生だった。しかし、ある時目つきの悪い男に衝突し、殴られたあげく連れて行かれ、彼の強姦によって妊娠してしまい、お互いの家族同士の都合（既成事実）により、その男との結婚を余儀なくされる。結婚してからしばらくは、自身の子供と両親が心の支えだったが、あさひの七五三の時に両親が事故で死亡し、さらに状況が悪化。男に暴力を振るわれた上に金を無心され、パートでもまともに働けずにクビになるなどの悲惨な生活を送っていくうちに、精神を病んでいくようになり、後に妊娠したしおに過保護になるあまり彼女が外に出たと知ると激昂するなど、温和だった性格も荒んでいく。あさひの計らいで、しおと共に家を出て別のアパートで生活しあさひを待ち続けていたが、頼りにしていたあさひと離れたことによりさらに情緒不安定になっていく。「気分転換で外に出よう」としおに言われ、渋々二人で一緒に外へ出かけたところで事故に遭いそうになり、ますますしおを外に出すことを拒否。そのことにしおが反抗したことで彼女に手を上げてしまい、男から暴力を受けたことがフラッシュバックして発狂し精神は崩壊。男と同じ存在になり、子供たちに暴力を振るいかねないと嫌悪感を抱いたことから、苦渋の選択でしおを施設送りにした方が最善だと判断し、人通りの少ない通りまで連れ出し、「もうあなたはいらない」と彼女に告げ、そのまま置き去りにして去って行ってしまった。しおを置き去りにしたその後、自宅に戻って夫を毒殺し、自身を迎えにアパートへと来たあさひに「もう遅すぎた」と呟き、あさひがしおを探すために奔走する要因となった。さとうの死後、しおが入院している病院の外で一人佇んでいた。
ゆうなの夫
声 - 宮下栄治
しおとあさひの実父にあたる人物。本名は不明。仕事もせずに遊び歩くなど絵に描いたような不良で、愛のない家庭に生まれ育ち、当人も全く人を愛そうとしない冷酷非道な男。このことから息子のあさひからは「悪魔」のような存在として認識されている。ちなみに、父親（しおとあさひの父方の祖父）は彼のことを「顔も見たくない」と言うほど忌み嫌っていたが、実態は息子同様に身勝手で非道な人物であった模様。
自分に衝突してきた学生のころのゆうなを暴行し、さらには連れ去って強姦し、妊娠させた張本人。それが原因で、家族同士の都合（既成事実）で無理矢理結婚させられる。
その後はあまりゆうなの家には帰らないものの、父親に命令されて七五三に付き合うなどして渋々家族ごっこに付き合っていたが、お互いの両親が事故で死亡したことで状況は一変。父親の保険金が入ることを知ると死を悲しむどころか喜び、さらにはゆうなの両親が残した遺産も勝手に使い込んで豪遊に明け暮れる。散財の末、4年後に保険金と遺産は底を尽き、ゆうなたちの自宅に押しかけ、暴力を振るい、金を無心するようになる。ゆうなとしおが自身の目を盗んで自宅を出て行ってからは、幼いあさひに過酷な虐待を繰り返していたが、不摂生な生活が災いした上、5年後にしおを置き去りにして自宅に戻ったゆうなが酒に盛った毒によって、苦しみ悶えながら死亡した。
さとうの叔母
声 - 井上喜久子
両親を亡くしたさとうの保護者にあたる女性で、さとうとしおが住むマンションの「305号室」に住んでいる。本名不明。普段から周辺には姿を現さず家におり、教師も連絡が取れないことから、北埋川には「さとうが殺害した」と推測されていた。妖艶な顔立ちと身体をしているものの、全身がボロボロで体中に包帯や絆創膏などを貼っている。車を運転することができ、ゴールドの免許証を所持しているが、さとうには「普段乗らないだけで、いざ乗れば危険な運転をする」と称されている。普段は居留守を使っているが、ドアポストに手錠（アニメ版では鍵）を投入し、大きな音を立てて合図されると部屋に入れるようにしている。
一見、明るく朗らかな言動だが、時折不気味な笑みが見え隠れすることがある。また、他人の欲を全て受け止め、相手の心を逆撫でするような言動をとって、暴力や性行為をされても、それらを全て愛として受け止めることに喜びを感じている異常な性的趣向の持ち主。また、「それ」で生計を立てている模様で、就職することもなく毎日を「305号室」で過ごしており、各方面に「協力者」がいる。しょうこからは「ひどく優しい声なのに、いつまでも耳にまとわりつくような不気味な声」と気味悪がられており、またさとうの人格形成に大きな影響を与えた人物であり、彼女にも幼いころから放任に近い日常生活と屈折した愛情を注ぎ続けたことから、彼女からは嫌悪感を抱かれている。しょうこが「自分だけの王子様」を求めていることを見抜いたり、さとうがしょうこを殺害したことを察するなど、洞察力が高く、またさとうに自身の愛を否定されても全く動じていない。さとうがしおのために殺人を犯したことやしおと二人で共犯者になることを愛として認めつつも、まだ子供であるが故に「誰かに頼らなければ一人では愛を貫けない、ただの可愛い子供」と称している。
さとうがしょうこを殺害したことで、その証拠隠滅と二人の海外逃亡に協力することになる。さとうの事情はある程度理解しており、しおの存在を承諾している。さとうが国外逃亡をする際に、彼女を身内として、一人の人間として愛していたと語り、自身の性格故に彼女に身内らしいことをしてやれなかったことを自覚していた模様でもあり、立ち去る彼女を笑顔で見送った。その後、「305号室」にしおがいると思い込んで部屋を訪れた太陽を監禁し、手を出した後に放置したため、太陽に逃げられあさひに居場所を教える要因を生む。その後は何も知らないまま証拠隠滅でマンションに火を放ち、事件直後に出頭し、逮捕された。

### さとうの近親者
飛騨 しょうこ（ひだ しょうこ）
声 - 洲崎綾
誕生日：5月4日、血液型：A型、身長：158センチメートル
さとうの友人でバイト仲間。ハキハキとした物言いをする、面倒見の良い性格。良家の娘であることに窮屈さを感じ、さとうと一緒に男遊びに興じていた。さとうも気を許しており、しおとの生活に関して（大まかにではあるが）聞かされている。さとうと同じように男遊びをしながらも、「自分だけの王子様」を求めていた。
太陽の言動からさとうの素性に疑問を持つようになり、勇気を出してさとうの素性に向き合おうとするも、彼女の家に立ち寄ったときに彼女の叔母の異常な行動を目撃したことによってさとう自身にも目を背けてしまい、そのことを後悔していたところをあさひに諭され、尚もさとうと本当の意味での友人になるために再び向き合おうとしたが、説得もむなしく彼女に殺害されてしまう。その際にさとうとしおが一緒にいたところを撮ってあさひに送っており、しおの居場所が彼の知るところになった。その後、国外へ逃亡する際に死を偽装しようとするさとうの策によって「1208号室」の火災で遺体を燃やされ、その火災後に焼死体で発見される。
前述の通り、さとうは最終的にしょうこを殺害してしまったが、作中にはしょうこに思いを抱いていたことをうかがわせる描写がある。
三星 太陽（みつぼし たいよう）
声 - 花江夏樹
誕生日：10月4日、血液型：O型、身長：175センチメートル
さとうのバイト先「プリンセスインペリアル」で働いていた青年。家族は母親（声 - 中原麻衣）が登場している。さとうに好意を持ち、告白するが断られる。それがバイト先の店長にバレて監禁され、さとうに助けられるが、それ以来大人の女性を恐れるようになってしまう。その反動で偶然しおの捜索チラシを見つけた際、しおに救いを求めるようになり、しおと実際に出会ってその思いを確かにする。
しおに対する想いは「自分をピュアにしてくれた天使」で、大人の女性によって穢れた自分がきれいになっていくような気がするというものだが、しおの捜索チラシの匂いを嗅いだり、自宅の部屋にしおの捜索チラシを数枚持ち込んだりしており、さらにはそれを踏まれることを嫌がるなど、しょうこがドン引きをするほどの異常なものとなっている。その状態は話が進むごとに悪化しており、他の大人の女性によってトラウマが甦るとしおの捜索チラシに縋ろうとしたり、「しおのナイトになるのは自分だけ」と彼女を自分のものにしようと考えているかのような描写、あさひがしおを取り戻そうとしていることを知ると彼から彼女のものを取り返そうとしたり、罵倒したりする一面すら見られる。しょうこがさとうの家に向かおうとしていることを知って阻止しようと動いたこともあるが、その実態はしおに魅了される人（本人曰く「邪魔者」）をこれ以上増やすことを良しとしないという理由からであった。しかし、しおのことを除けば良識のある一面も見せており、本心ではまともな人間に戻りたいと思っている。
さとうがしおと一緒にいることを知る数少ない人物の一人であり、実際にさとうがしおを連れていくところを目撃している。しおに惹かれていることはさとうに見透かされており、しおに会わせることを条件にあさひを遠ざけるための協力をさせられることになる。最初は協力を拒否していたが、さとうからしおの靴下を渡されるとあっさりと陥落した。あさひには不信感を抱かれたものの、結果的に彼を遠ざけることには成功。しかし、しおに会わせるという約束は反故にされたまま、戻ってきたあさひにさとうの家の住所を得るように脅迫されることになるが、「(あさひの)命令を聞く必要がない」と考えてしおのネクタイを返すように詰め寄り、さらには罵倒した言葉によって逆上したあさひに金属バットで殴られ、その恐怖により逃亡。その後、しおに救いを求めるかのようにさとうの住むマンションへと訪れる。ある日、さとうの住むマンションの「305号室」にしおがいると思い込んで訪れ、さとうの叔母に遭遇して監禁されてしまうが、自力で脱出ししおと遭遇する。
穢れた自分を綺麗にしてもらおうとしおに助けを求めるが「私きれいなんかじゃないよ」と拒絶されてしまい、抜け殻のような状態になっていたところをさとうの叔母にみつかり避難させられる。事件後は、しおの捜索チラシをポケットに入れたまま精神が崩壊していた。
アニメ版でも助けを求めているが、直接会話することもなく置き去りにされる。事件後、しおがさとうと一緒に死んでしまったと思い込み、茫然自失で部屋に引きこもってしまう。
画家の男
さとうとしおが暮らすマンションの「1208号室」に元々住んでいた人物。天涯孤独な男性。さとうからは「お兄さん」と呼ばれていた。
仕事のために贋作を描いていたが、雨の日に感情の欠落したさとうに惹かれ、彼女をモデルに絵を描きたいと思うようになった。しかし、さとうがしおという心を満たす存在を連れてきたことで、さとうが感情を満たして「つまらない女」になると思い、邪魔なしおを殺害しようとしたが、その直後さとうにイーゼルで撲殺された。死ぬ間際、彼女を怒らせ殺害されたことを理解し、仕方がないと死を受け入れたが、唯一彼女の「怒った顔」を見られないまま死ぬことを悔いた。
死後、遺体はバラバラにされて3つの袋に分けられ、さとうしか入れない鍵付きの部屋に放置させられている。そのうち、1つの袋は後にさとうから北埋川の手に渡り、彼の手で処分されている。
北埋川 大地（きたうめかわ だいち）
声 - 石川界人
牧巣原高校の教師で、学年主任。担当教科は数学。既婚者で妻の静香（声 - 香里有佐）と娘のみのり（声 - 安齋由香里）がいるが、独身と偽っており、女子生徒からの人気が高い。現在の妻だけでは満たされず、たくさんの女性に愛し愛されたいという異常な性癖を持っており、さとうからはそれを「酔っているだけの自分」と否定されている。その後は、さとうが焦燥した表情を見て快感を覚えるという変態的な一面も見せている。
以前からさとうに目を付けていたが、彼女が本命を見つけたと聞くと、ストーカーまがいの行為を行っていた。しかし、防犯ブザーにより逃げられた形になった後、逆に彼女に尾行で家を特定されて追い詰められ、実際はマゾヒストの変態であると諭される。その後、彼女の愛のための協力をさせられることになり、「遺体の入ったゴミ袋」の処分をさせられたが、一方でさとうの家に電話がつながらないことに疑問を抱き、最終的にさとうの叔母が彼女に殺されたと推測。しょうこと帰宅するさとうを尾行しつつ警察に通報して秘密を探ろうとするが、本当は叔母が生きていたことを知り愕然とする。その後、一連の行動を見透かしていたさとうにこれ以上自身を嗅ぎまわるのをやめるように諭され、そのまま立ち去った。その後は一切さとうに接触していなかったが、さとうの死後、遺体を処分したことが発覚し、警察に逮捕された。
宮崎 すみれ（みやざき すみれ）
声 - 武田羅梨沙多胡
さとうのバイトの後輩。愛称は「すーちゃん」。さとうのことを慕っている。
自分のことを誰にも好きになってもらえない人間だと思っており、そのため憧れのさとうになるべく、バイト先も同じにし、鞄やアクセサリーといった彼女の持つものや化粧、メイクを真似るなどの逸脱した行動におよんでいる。それでも満足できず、さとうの家庭環境にも踏み入ろうとして、さとうに直接詰め寄るが、彼女に「ありのままでいい」と諭された後、一転して自分のことを探るのをやめるようにと怒りをぶつけられてしまう。嫌われたくない一心で「なんでも言うことを聞く」と泣きじゃくりながらさとうに謝罪し、そのままバイトにも来なくなってしまった。その後、さとうとしおの海外逃亡に手を貸す形となり、自身と妹のパスポートを彼女に手渡した。何も知らないままさとうとの再会を望んでいたが、彼女の死をニュースで知り愕然としていた。
「プリンセスインペリアル」の店長
声 - 小林沙苗
一見人当たりの良さそうな人物に見えるが、実際は自身の店を「自らの愛の王国」と称し、愛せない子はいらないと切り捨てる傲慢な性格で、さとうに告白した太陽に年上の女性へのトラウマを植え付けた張本人。
太陽と一緒にいたさとうに対しても自身よりも注目されることが気に入らず、自身の従者にあたる部下と共に職場いじめを行い、挙げ句の果てには給料を十分に支払わなかったことから、彼女の怒りを買う形になり、未成年に手を出したことや本性を暴かれ、自身が抱く愛についても全否定された。その後、事実が露呈して逮捕されたことが示唆されている。
但馬 みとり（たじま みとり）
声 - 長谷川育美
さとうやしょうこが働くメイド喫茶「キュア・ア・キュート」のバイトリーダー。さとうが何か抱えていることを察しつつ見守っているが、さとうの本性を知らずにいた。
国塚 めい（くにづか めい）、朧木 れいか（おぼろき れいか）
声 - 篠原侑（国塚）、谷口夢奈（朧木）
上記2名は、アニメ版において名前が判明しているさとうの同級生。ツインテールの少女がめい、黒髪の少女がれいか。両名ともさとうの本性を知らずにおり、彼女との接点はあまりない。

### その他の人物
緑野 レン（みどりの レン）、黒川 かい（くろかわ かい）
声 - 海老名翔太（緑野）、井上宝（黒川）
アニメ版において名前が判明した。街中であさひとぶつかって一方的に因縁をつけ、公園でリンチしていたところを偶然通りかかった太陽に阻まれた後、彼がしおと一緒にいたところを襲った。
太陽がリンチされる現場を目の当たりにして実母の記憶を思い出し、気を失ったしおを人質にあさひを再びリンチしようとしていたが、現れたさとうに襲われ、両目を抉られた。
光瀬（こうせ）
声 - 赤羽根健治
警察官の青年。さとうの叔母が住む「305号室」から異臭がすると通報を受け、女性警察官（声 - 巽悠衣子）と共に「305号室」を訪れた。その際に彼女の誘惑を受け、その時は女性警察官により事無きを得たが、その後は叔母と関係を持っていることを示唆するような描写がされている。

## 書誌情報
- 鍵空とみやき 『ハッピーシュガーライフ』 スクウェア・エニックス〈ガンガンコミックスJOKER〉、全11巻
  1. 2015年10月22日発売[16]、ISBN 978-4-7575-4769-8
  2. 2015年12月22日発売[17]、ISBN 978-4-7575-4839-8
  3. 2016年5月21日発売[18][19]、ISBN 978-4-7575-4986-9
  4. 2016年11月22日発売[20][5][4]、ISBN 978-4-7575-5158-9
  5. 2017年5月22日発売[21]、ISBN 978-4-7575-5350-7
  6. 2017年8月22日発売[22]、ISBN 978-4-7575-5452-8
  7. 2018年3月22日発売[23]、ISBN 978-4-7575-5580-8
  8. 2018年6月22日発売[24][25]、ISBN 978-4-7575-5755-0
  9. 2019年7月22日発売[26][27]、ISBN 978-4-7575-6190-8
  10. 2019年7月22日発売[28][27]、ISBN 978-4-7575-6191-5
  11. 2022年6月22日発売[29]、ISBN 978-4-7575-7971-2
- 鍵空とみやき（原作）、スクウェア・エニックス（制作）『ハッピーシュガーライフ 公式ファンブック 恋色ライフログ』2018年6月22日発行（同日発売[30][25]）、ISBN 978-4-7575-5757-4

## テレビアニメ
| 原作                         | 鍵空とみやき                                       |
| 総監督                       | 草川啓造                                           |
| 監督                         | 長山延好                                           |
| シリーズ構成                 | 待田堂子                                           |
| キャラクターデザイン         | 安田祥子                                           |
| プロップデザイン             | 佐藤玲子                                           |
| 総作画監督                   | 安田祥子（第1話・第3話以降） 細田沙織（第2話以降） |
| 美術監督                     | 谷地清隆                                           |
| 色彩設計                     | 松原陽子                                           |
| 撮影監督                     | 伊藤康行                                           |
| 編集                         | 岡祐司                                             |
| 音響監督                     | 立石弥生                                           |
| 音楽制作                     | 踊賢二郎                                           |
| 音楽                         | 亀山耕一郎                                         |
| プロデューサー               | 小松翔太、榮龍太朗 亀井博司、安部幸枝              |
| アニメーションプロデューサー | 江里口武志                                         |
| アニメーション制作           | Ezo'la                                             |
| 製作                         | ハッピーシュガーライフ 製作委員会                  |

2018年7月から9月にかけて毎日放送『アニメイズム』B1枠ほかにて放送された。
冒頭で出火するマンションの屋上に佇むさとうとしおが飛び降り自殺を図る所から物語がはじまり、それまでに至った経緯を本編を通して語られる。当時原作として未発表であった終盤の展開は、原作の今後の展開を描いたプロットを基に作成されており、原作者の鍵空とみやきと総監督の草川啓造は「アニメと原作が同じ結末になる様に作った」と述べている。そのためアニメが放送された内容が後に原作で大凡同じ話が掲載されるという異例の形となった。

### 主題歌
「ワンルームシュガーライフ」
ナナヲアカリによるオープニングテーマ。作詞はナユタセイジ（ナユタン星人）とナナヲアカリ、作曲・編曲はナユタセイジ（ナユタン星人）による。
「SWEET HURT」
ReoNaによるエンディングテーマ。作詞・作曲はハヤシケイ、編曲はPRIMAGICによる。
「カナリア」
ReoNaによる第9話の挿入歌。作詞はハヤシケイ、作曲・編曲は毛蟹による。

### 各話リスト
| 話数      | サブタイトル                   | 脚本       | 絵コンテ | 演出              | 作画監督                                                                    |
| --------- | ------------------------------ | ---------- | -------- | ----------------- | --------------------------------------------------------------------------- |
| 1st Life  | 砂糖少女は愛を食む             | 待田堂子   | 草川啓造 | 渋谷亮介          | 細田沙織 中山和子 斉藤和也 池原百合子 小澤和則                              |
| 2nd Life  | しおの箱庭                     | 待田堂子   | 小山菜穂 | ウエノ史博        | 中山和子 池原百合子 飯塚葉子 白石悟                                         |
| 3rd Life  | モノクロームの長い夜           | 待田堂子   | 長山延好 | 渋谷亮介          | 中山和子 池原百合子 飯塚葉子                                                |
| 4th Life  | 砂糖少女は気づかない           | 森江美咲   | 長山延好 | ウヱノ史博        | 中山和子 池原百合子 飯塚葉子                                                |
| 5th Life  | 罪の味、罰の味                 | 横手美智子 | 渋谷亮介 | 渋谷亮介          | 中山和子 池原百合子 飯塚葉子 白石悟 菊池一真                                |
| 6th Life  | 私たちは、月の周りを回っている | 待田堂子   | 草川啓造 | ウヱノ史博        | 中山和子 池原百合子 白石悟 藤田和行 池田竜也 菊池一真 吉松義雄              |
| 7th Life  | 砂糖少女の原材料               | 森江美咲   | 小山菜穂 | 渋谷亮介          | 中山和子 池原百合子 飯塚葉子 菊池一真 近藤健司 藤田和行                     |
| 8th Life  | 1208号室                       | 横手美智子 | 長山延好 | 渋谷亮介 長山延好 | 中山和子 池原百合子 木下由美子 飯塚葉子 菊池一真 藤田和行                   |
| 9th Life  | 融解レイン                     | 森江美咲   | 草川啓造 | 渋谷亮介          | 中山和子 池原百合子 池田竜也 飯塚葉子 奥野倫史 藤田和行 近藤健司            |
| 10th Life | 星空のプロポーズ               | 横手美智子 | 小山菜穂 | 青木youイチロー   | 中山和子 池原百合子 飯塚葉子 奥野倫史 藤田和行 近藤健司 菊池一真            |
| 11th Life | 永遠の一瞬を、貴方と。         | 待田堂子   | 草川啓造 | 草川啓造          | 中山和子 池原百合子 飯塚葉子 菊池一真 近藤健司 藤田和行 木下由美子 柴田裕介 |
| 12th Life | ハッピーシュガーライフ         | 待田堂子   | 長山延好 | 長山延好          | 中山和子 池原百合子 飯塚葉子 奥野倫史 藤田和行 近藤健司 菊池一真 西尾淳之介 |

### 放送局
| 放送期間                                              | 放送時間                     | 放送局    | 対象地域   | 備考                      |
| ----------------------------------------------------- | ---------------------------- | --------- | ---------- | ------------------------- |
| 2018年7月14日 - 9月29日                               | 土曜 1:55 - 2:25（金曜深夜） | 毎日放送  | 近畿広域圏 | 製作参加 / 字幕放送       |
|                                                       |                              | TBSテレビ | 関東広域圏 | 字幕放送                  |
| 2018年7月15日 - 9月30日                               | 日曜 0:00 - 0:30（土曜深夜） | BS-TBS    | 日本全域   | BS放送                    |
| 2018年7月19日 - 10月4日                               | 木曜 0:00 - 0:30（水曜深夜） | AT-X      | 日本全域   | CS放送 / リピート放送あり |
| 毎日放送、TBSテレビ、BS-TBSでは『アニメイズム』B1枠。 |                              |           |            |                           |

インターネットでは、Amazonプライム・ビデオにて全世界に独占配信。

### BD
| 巻 | 発売日         | 収録話          | 規格品番   |
| -- | -------------- | --------------- | ---------- |
| 1  | 2018年9月19日  | 第1話 - 第3話   | VPXY-71635 |
| 2  | 2018年10月24日 | 第4話 - 第6話   | VPXY-71636 |
| 3  | 2018年11月21日 | 第7話 - 第9話   | VPXY-71637 |
| 4  | 2018年12月19日 | 第10話 - 第12話 | VPXY-71638 |

| 毎日放送 アニメイズム B1 | 毎日放送 アニメイズム B1 | 毎日放送 アニメイズム B1 |
| 前番組                   | 番組名                   | 次番組                   |
| ------------------------ | ------------------------ | ------------------------ |
| BEATLESS                 | ハッピーシュガーライフ   | 寄宿学校のジュリエット   |